# Ferdinand Ochsenheimer
Ferdinand Ochsenheimer foi um ator e naturalista alemão (17 de março de 1767, Mainz - 2 de novembro de 1822, Viena). Foi o autor de um famoso tratado sobre as borboletas Die Schmetterlinge von Europa aparecido a Leipzig entre 1807 e 1835 em dez volumes. Foi acabado por Georg Friedrich Treitschke (1776-1842).

## Biografia
Ochsenheimer nasceu e criou-se em Mainz. Começou a mostrar interesse pelas borboletas e as traças na sua primeira juventude. À idade de doze anos entrou a trabalhar como aprendiz, mas quando as suas capacidades intelectuais foram reconhecidas, amigos do seu pai lhe permitiram estudar história natural na universidade. A 16 de setembro de 1788 recebeu seu título de Doktor der Philosphie. Encontrou trabalho como educador com Stadt Kommandant von Dallwigh em Mannheim e depois com o barão von Reipelt.
Escreveu as suas primeiras comédias teatrais (Er soll sich schlagen, Der Brautschatz). À idade de 27 anos decidiu fazer carreira como actor e entrou à companhia de actores Quandt's em Bayreuth. O seu primeiro aparecimento foi a 12 de novembro de 1794 como Flickwort na obra Schwarzer Mann de Gotter. Mais tarde foi contratado como tenor de ópera por um tempo. Em 1796 respondeu a uma chamada da Döbbelinsche Bühne, em Stargard. De caminho ficou em Leipzig, onde actuou no Kurfürstliches Hoftheater, sendo contratado imediatamente.
Após cumprir as suas obrigações em Stargard e em Frankfurt/Oder chegou a Dresden a princípios de 1797 e converteu-se num dos membros mais populares de uma companhia de actores que actuaram alternativamente em Leipzig e Dresden. Em 1798 os sintomas de stess e sobre-esforço começaram a manifestar-se e o seu médico recomendou-lhe mais exercício. Fazendo longas caminanhadas a seu interesse pela lepidopterologia se reavivou. Naquela época, conheceu ao dramaturgo Friedrich Treitschke que voltava da Suíça a Leipzig e com quem compartilhou tanto o seu interesse no teatro como na lepidopterologia. Em 1801 fez de Talbot a Die Jungfrau von Orleans (A donzela de Orleans) de Schiller com o autor assistindo à actuação de 17 de setembro e continuando os sucessos de Ochsenheimer. Então ofereceram-se-lhe obras na maioria dos teatros mais importantes nos países de língua alemã.
Em 1802 durante uma actuação convidado à Königliches Hoftheater em Berlim conheceu a Jakob Heinrich Laspeyres quem o animou a publicar partes dos seus diários entomológicos. Apesar de que se pôs a trabalhar imediatamente, planeava o livro numa escala tal que não foi senão até 1805 que a primeira parte, a história natural das borboletas da Saxônia, foi publicada. Devido a problemas com o editor viu-se obrigado a interromper o trabalho e começou um trabalho ainda mais detalhado baixo o título Die Schmetterlinge von Europa (Os lepidópteros da Europa). No mesmo ano fez uma volta a Mannheim e Mainz e também Frankfurt onde utilizou todo o seu tempo livre estudando a famosa colecção de Johann Christian Gerning. Em dezembro foi convidado em Berlim onde de novo trocou opiniões e experiências com Laspeyres.
Em maio de 1807 actuou em Viena, onde Treitschke mantinha um status ao k.-k. Hoftheater (Teatro do Corte Imperial) e teria gostado de se fazer actuar de forma permanente. Para consegui-lo Treitschke viajou a Dresden em julho e conseguiu a suspensão do contrato de Ochsenheimer. A novembro de 1807 Ochsenheimer chegou a Viena e neste mesmo ano o primeiro volume de Die Schmetterlinge von Europa apareceu. Apesar de que se partia de uma versão muito ampliada e revisada das Borboletas de Saxônia, continha muitos novos dados e incluía várias novas espécies que Ochsenheimer tinha recebido de Portugal de Hoffmannsegg, encontros nas colecções de Viena (desde o sul de França e Rússia) e na colecção Gerning. Como que não trabalhava completamente em Viena,  pôde completar o segundo volume (Sphingidae, Zygaenidae, Sesiidae) em 1808. Naquele ano Treitschke também se viu obrigado a reduzir a sua carga de trabalho por motivos de saúde, começou a retomar a lepidopterologia outra vez e se converteu no colega de Ochsenheimer em muitas saídas. Em 1810 publicou-se o terceiro volume (as "macro-polillas", incluindo Psychidae). Ochsenheimer comprou a colecção de Radda. Treitschke comprou uma pequena colecção, e as duas foram combinadas. Com esta base Ochsenheimer foi a trabalhar nos seguintes volumes "mas a partir de 1815 os seus poderes foram diminuindo rapidamente."  Em 1816 completou-se o volume 4, com a ajuda de Treitschke. Contém suplementos aos volumes anteriores e um projeto de sistematização dos noctuídos (Noctuidae) com muitos novos géneros. Em 1817 Ochsenheimer encarregou-se de revisar as colecções de lepidópteros do k.-k. Hofmuseum (Museu da Corte Imperial), uma tarefa que lhe trouxe mais de um ano, já que inclui todos as taxas não europeus. A sua saúde foi-se deteriorando progressivamente e no seguinte volume escreveu só uma parte do primeiro género (Acronicta); o resto do trabalho escreveu-o Treitschke. A 23 de setembro de 1822 desmaiou-se após uma actuação em Viena; a 2 de novembro ao redor das 22.00 horas morreu.

## Actor e entomólogo
Ochsenheimer foi um excelente actor de carácter e foi comparado com Augusto Wilhelm Iffland pela sua expressão facial e a sua pronunciação. E também publicou obras, em parte baixo o pseudónimo Theobald Unklar.
Como entomólogo Ochsenheimer foi um dos lepidopterólogos mais influentes de princípios do século XIX. A sua obra "Die Schmetterlinge von Europa" foi depois continuada por Friedrich Treitschke e cresceu até dez volumes. Ainda que não vai acompanhada por figuras contém uma grande quantidade de informação sobre a biologia e ecologia das espécies e inclui descrições cuidadosas e detalhadas de novas taxas, entre eles Thymelicus lineola (Hesperiidae), Polyommatus eros, Iolana iolas  (Lycaenidae), Psilogaster loti (Lasiocampidae), Hyles zygophylli (Sphingidae), Phalera bucephaloides (Notodontidae), Hoplodrina superstes, Pulía serratilinea (Noctuidae), Pyropteron doryliformis, Synanthedon cephiformis  (Sesiidae), Pachythelia villosella (Psychidae), Zygaena hilaris, Zygaena punctum, Zygaena angelicae (Zygaenidae) e outros.
O sistema de Lepidoptera de Linneus já tinha começado a ser subdivididos por Fabricius no final do século XVIII e Ochsenheimer aperfeiçoou-o com a criação de muitos novos géneros. Entre eles se encontram nomes muito conhecidos como Zerynthia, Charaxes, Endromis, Aglia, Gastropacha, Tiatira, Notodonta, Acronicta, Plusia, Heliothis, Amphipyra, Caradrina, Cosmia, Xanthia, Apamea, Gortina, Nonagria, Euclidia, Anarta, Mamestra, Pulía, Mythimna, Orthosia, Agrotis, Orgyia, Colocasia e outros.
Várias taxas têm sido nomeados em honra de Ochsenheimer: género Ochsenheimeria Hübner, 1825 (Ypsolophidae) e a espécie Nemophora ochsenheimerella (Hübner, 1813), Pammene ochsenheimeriana (Lienig e Zeller, 1846) e Pieris ochsenheimeri Staudinger, 1886.

## Colecção
Em 1824, a colecção de Ochsenheimer, que compreende 3 772 instâncias, foi ao Museu Nacional da Hungria. Durante uma inundação em 1838 permaneceu submergida durante quase dois dias. Posteriormente foi restaurada e arranjada por Emerich von Frivaldszky. Após a morte de em Treitschke a sua colecção também chegou ao museu de Budapeste.

## Obra entomológica
- Ochsenheimer, F. (1806): Die Schmetterlinge Sachsens, mit Rücksichten auf alle bekannte europäische Arten. V. 1. Falter, oder Tagschmetterlinge. – Leipzig (Schwickert). IV (recto VI) + 493 p.
- Ochsenheimer, F. (1807): Die Schmetterlinge von Europa, v. 1. Leipzig (Fleischer). 2 + 323 p.
- Ochsenheimer, F. (1808): Die Schmetterlinge von Europa, v. 2. Leipzig (Fleischer). 30 + 241 p.
- Ochsenheimer, F. (1810): Die Schmetterlinge von Europa, v. 3. Leipzig (Fleischer).
- Ochsenheimer, F. (1816): Die Schmetterlinge von Europa, v. 4. Leipzig (Fleischer). X + 212 p.
- Ochsenheimer, F. & Treitschke, F. (1825): Die Schmetterlinge von Europa, vol. 5/1. Leipzig (Fleischer). 414 p.

## Algumas obras de teatro e outras
- Ochsenheimer, F. (1791): Das Manuskript.
- Ochsenheimer, F. (1792): Er soll sich schlagen.
- Ochsenheimer, F. (179?): Der Brautschatz.
- [Ochsenheimer, F.?] (1795): Streifereien durch einige Gegenden Deutschlands. Vom Verfasser der Szenen aves Fausts Leben. – Leipzig (Voß.). 311 pp. Esta obra fue atribuida a A. W. Schreiber.

## Abreviatura (zoologia)
A abreviatura Ochsenheimer  emprega-se para indicar a Ferdinand Ochsenheimer como autoridade na descrição e taxonomia em zoologia.

## Literatura
- P. Csendes ou. a. (ed.) Österreichisches Biographisches Lexikon, v. 7. Verlag der österreichischen Akademie der Wissenschaften, Viena 1978, p. 203-204.

- Ludwig Eisenberg. Ochsenheimer Ferdinand, em: Ludwig Eisenberg's grosses biographisches Lexikon der deutschen Buhne im 19. Jahrhundert. Leipzig 1903, p. 735 f.

- R. Kuhn. Aus dem Leben eines berühmten Entomologen em: Entomologische Zeitschrift, 7 (1893): 97-100.

- Friedrich Treitschke. Naturgeschichte der europäischen Schmetterlinge. Schwärmer und Spinner. Hartleben, Pesth 1841.

- R. Zaunick. Ein naturforschender Schauspieler em: Dresdner Anzeiger 472: 2 ; 2 de novembro de 1922.